# Dystrykt Nasirabad
Dystrykt Nasirabad (urdu/beludżi: نصیر آباد) – dystrykt w południowo-zachodnim Pakistanie w prowincji Beludżystan. W 1998 roku liczył 245 894 mieszkańców (z czego 52,63% stanowili mężczyźni) i obejmował 38 605 gospodarstw domowych. Siedzibą administracyjną dystryktu jest Nasirabad.